# 네임칩
네임칩(Namecheap)은 미국 애리조나주 피닉스에 본사를 둔 미국의 ICANN 공인 도메인 네임 등록 대행자이자 웹 호스팅 회사이다. 이 회사는 2000년에 리처드 커큰달이 설립했다. 이 회사는 도메인 네임 등록, 웹 호스팅 및 기타 인터넷 관련 서비스를 제공한다.

## 서비스
회사는 도메인 등록, 이전 및 갱신을 제공한다. 네임칩은 또한 공유 호스팅, VPS 호스팅 및 전용 서버를 포함한 웹 호스팅 서비스를 제공한다. 2022년 보고에 따르면 네임칩은 1천만 개 이상의 도메인을 관리하고 있으며 약 1천1백만 명의 고객을 보유하고 있다.
2013년 4월, 네임칩이 비트코인을 결제 수단으로 받기 시작했다는 보도가 있었다.
2023년 8월, 네임칩은 도메인 등록 및 웹 호스팅 플랫폼인 Spaceship.com을 출시했다.

## 논란
2023년 2월 15일, 델리 고등법원은 인도 IT부에 도메인 사냥꾼과 인도의 IT 규칙, 2021 미준수를 이유로 네임칩 및 다른 도메인 등록 대행자들을 차단하라고 명령했다.

## 옹호

### ICANN 가격 상한 결정
2019년 7월, 네임칩은 .org 및 .info TLD의 가격 상한선 제거 결정에 대한 재검토를 요청하며 ICANN에 재고 요청을 제출한 조직 중 하나였다. 독립 검토 절차 패널은 2022년 12월에 ICANN이 자체 정관을 위반했으며 가격 상한선 복원을 포함한 권고 사항을 제시했다고 결론 내렸다. 네임칩은 2024년 1월에 ICANN이 권고 사항의 대부분을 "크게 무시했다"고 주장하며 소송을 제기했다. 그해 10월, 로스앤젤레스의 고등법원은 ICANN의 기각 요청을 거부하며 사건이 진행될 수 있다고 판결했다.

### 러시아 계정 서비스 중단
2022년 2월, 네임칩은 러시아의 우크라이나 침공으로 인해 "전쟁 범죄와 인권 침해"를 이유로 러시아 계정에 대한 서비스를 중단할 것이라고 발표했다. 기존 사용자에게는 도메인을 이전할 수 있는 1주일의 유예 기간이 주어졌다. 다음 날, 마감일은 2주 더 연장되었다. 사용자가 도메인을 이전하지 않으면 도메인 등록 기간이 지나지 않았더라도 웹사이트에 접속할 수 없게 되었다. 회사는 또한 러시아나 벨라루스에 있는 모든 시위 및 반전 웹사이트에 무료 익명 도메인 등록 및 웹 호스팅을 제공할 것이라고 발표했다. 네임칩은 그해 3월에 우크라이나에 1,000명 이상의 직원이 있다고 보고했다. 이 직원들은 대부분 지원 인력이었으며, Domain Incite에 따르면 그 당시 침공으로 심하게 피해를 입었던 하르키우 거주자들이 대부분이었다.